# Gizałki (gmina)
Gizałki (do 1954 gmina Szymanowice) – gmina wiejska w województwie wielkopolskim, w powiecie pleszewskim. W latach 1975–1998 gmina położona była w województwie kaliskim.
Siedziba gminy to Gizałki. Drużyną piłkarską reprezentującą Szymanowice i całą gminę Gizałki jest Unia Szymanowice.
Według danych z 30 czerwca 2004 gminę zamieszkiwało 4631 osób. Natomiast według danych z 31 grudnia 2019 roku gminę zamieszkiwały 4602 osoby.

## Struktura powierzchni
Według danych z roku 2002 gmina Gizałki ma obszar 108,56 km², w tym:
- użytki rolne: 50%
- użytki leśne: 48%

Gmina stanowi 15,25% powierzchni powiatu.

## Demografia
Dane z 30 czerwca 2004:
| Opis                              | Ogółem | Ogółem | Kobiety | Kobiety | Mężczyźni | Mężczyźni |
| --------------------------------- | ------ | ------ | ------- | ------- | --------- | --------- |
| jednostka                         | osób   | %      | osób    | %       | osób      | %         |
| populacja                         | 4631   | 100    | 2342    | 50,6    | 2289      | 49,4      |
| gęstość zaludnienia (mieszk./km²) | 42,7   | 42,7   | 21,6    | 21,6    | 21,1      | 21,1      |

- Piramida wieku mieszkańców gminy Gizałki w 2014 roku[1].

## Miejscowości
SołectwaBiałobłoty, Czołnochów, Dziewiń Duży, Gizałki, Kolonia Obory, Kolonia Ostrowska, Leszczyca, Nowa Wieś, Orlina, Ruda Wieczyńska, Szymanowice, Świerczyna, Tomice, Toporów, Wierzchy, Wronów.
Miejscowości bez statusu sołectwaGizałki-Las, Krzyżówka, Obory, Orlina Mała, Studzianka, Tomice-Las, Tomice-Młynik.

## Sąsiednie gminy
Chocz, Czermin, Grodziec, Pyzdry, Zagórów, Żerków